# Grand Prix du Jockey Club et Coupe d'Or
Le Grand Prix du Jockey Club et Coupe d'Or est une course hippique de plat se déroulant au mois d'octobre sur l'Hippodrome de San Siro, à Milan (Italie).
C'est une course de Groupe 2 internationale réservée aux chevaux de 3 ans et plus. Elle était labellisée Groupe 1 jusqu'en 2016.
Elle se court sur la distance de 2 400 mètres, l'allocation s'élève à 275 000 €.

## Palmarès depuis 1988
| Année                      | Vainqueur         | S/A | Pays        | Père              | Jockey           | Entraîneur           | Propriétaire                    | Temps   |
| -------------------------- | ----------------- | --- | ----------- | ----------------- | ---------------- | -------------------- | ------------------------------- | ------- |
| 2019                       | Donjah            | F.3 | Allemagne   | Teofilo           | Clément Lecœuvre | Henk Grewe           | Darius Racing                   | 2'35"80 |
| 2018                       | Raymond Tusk      | M.3 | Royaume-Uni | High Chaparral    | Jamie Spencer    | Richard Hannon       | Middleham Park Racing & K. Sohi | 2'28"90 |
| 2017                       | Full Drago        | M.4 | Italie      | Pounced           | Dario Vargu      | Alduino Botti        | Dioscuri Srl                    | 2'31"20 |
| Éditions classées Groupe I |                   |     |             |                   |                  |                      |                                 |         |
| 2016                       | Ventura Storm     | M.3 | Royaume-Uni | Zoffany           | Cristian Demuro  | Richard Hannon       | Middleham Park Racing           | 2'29"02 |
| 2015                       | Lovelyn           | F.3 | Allemagne   | Tiger Hill        | Andrasch Starke  | Peter Schiergen      | Gestüt Ittlingen                | 2'38"80 |
| 2014                       | Dylan Mouth       | M.3 | Italie      | Dylan Thomas      | Eduardo Pedroza  | Stefano Botti        | Scuderia Effevi Srl             | 2'34"05 |
| 2013                       | Earl of Tinsdal   | M.5 | Allemagne   | Black Sam Bellamy | Frankie Dettori  | Andreas Wöhler       | Sunrace Stables                 | 2'32"10 |
| 2012                       | Novellist         | M.3 | Allemagne   | Monsun            | Eduardo Pedroza  | Andreas Wöhler       | Christoph Berglar               | 2'29"50 |
| 2011                       | Campanologist     | M.6 | Royaume-Uni | Kingmambo         | Frankie Dettori  | Saeed bin Suroor     | Godolphin                       | 2'27"40 |
| 2010                       | Rainbow Peak      | H.4 | Royaume-Uni | Hernando          | N.Callan         | Michael Jarvis       | Peter D. Savill                 | 2'36"10 |
| 2009                       | Schiaparelli      | M.6 | Allemagne   | Monsun            | Frankie Dettori  | Saeed bin Suroor     | Godolphin                       | 2'28"20 |
| 2008                       | Course annulée*   |     |             |                   |                  |                      |                                 |         |
| 2007                       | Schiaparelli      | M.4 | Allemagne   | Monsun            | Andrasch Starke  | Peter Schiergen      | Stall Blankenese                | 2'28"50 |
| 2006                       | Laverock          | M.4 | France      | Octagonal         | Davy Bonilla     | Carlos Laffon-Parias | Cheikh Al Maktoum               | 2'29"80 |
| 2005                       | Cherry Mix        | M.3 | France      | Linamix           | Frankie Dettori  | Saeed bin Suroor     | Godolphin                       | 2'32"20 |
| 2004                       | Shirocco          | M.3 | Allemagne   | Monsun            | Andreas Suborics | Andreas Schütz       | Baron Georg von Ullmann         | 2'31"60 |
| 2003                       | Ekraar            | M.6 | Royaume-Uni | Red Ransom        | Richard Hills    | Marcus Tregoning     | Hamdan Al Maktoum               | 2'28"40 |
| 2002                       | Black Sam Bellamy | M.3 | Irlande     | Sadler's Wells    | Michael Kinane   | Aidan O'Brien        | Michael Tabor                   | 2'33"30 |
| 2001                       | Kutub             | M.4 | France      | In The Wings      | Frankie Dettori  | Saeed bin Suroor     | Godolphin                       | 2'37"50 |
| 2000                       | Golden Snake      | M.4 | Royaume-Uni | Danzig            | Pat Eddery       | John Dunlop          | The National Stud               | 2'34"90 |
| 1999                       | Sumati            | M.3 | Italie      | Warning           | Mirco Demuro     | Bruno Grizzetti      | Scuderia Cocktail               | 2'31"60 |
| 1998                       | Silver Patriarch  | M.4 | Royaume-Uni | Saddlers' Hall    | Pat Eddery       | John Dunlop          | Peter Winfield                  | 2'33"20 |
| 1997                       | Caitano           | M.3 | Allemagne   | Niniski           | Andrasch Starke  | Bruno Schütz         | Stall Blauer Reiter             | 2'26"20 |
| 1996                       | Shantou           | M.3 | Royaume-Uni | Alleged           | Frankie Dettori  | John Gosden          | Cheikh Al Maktoum               | 2'32"40 |
| 1995                       | Court of Honour   | M.3 | Royaume-Uni | Law Society       | Willie Ryan      | Peter Chapple-Hyam   | Robert Sangster                 | 2'28"70 |
| 1994                       | Lando             | M.4 | Allemagne   | Acatenango        | Michael Roberts  | Heinz Jentzsch       | Gestüt Ittlingen                | 2'28"10 |
| 1993                       | Misil             | M.5 | Italie      | Miswaki           | Frankie Dettori  | Vittorio Caruso      | Scuderia Laghi                  | 2'46"30 |
| 1992                       | Silvernesian      | M.3 | Royaume-Uni | Alleged           | Lester Piggott   | John Dunlop          | Gerecon Italia                  | 2'39"90 |
| 1991                       | Passing Sale      | M.4 | France      | No Pass No Sale   | Alain Lequeux    | Bernard Secly        | A. Boutboul                     | 2'33"90 |
| 1990                       | Erdelistan        | M.3 | Italie      | Lashkari          | Santiago Soto    | Luciano d'Auria      | Lady M Stable                   | 2'39"20 |
| 1989                       | Assatis           | M.4 | Royaume-Uni | Topsider          | G. Baxter        | Guy Harwood          | S. Harada                       | 2'28"00 |
| 1988                       | Roakarad          | M.3 | Italie      | Akarad            | Jacques Heloury  | Enrico Camici        | Scuderia Gabriella              | 2'45"60 |

* Course annulée en raison d'une grève